# Dinotrux
Dinotrux é uma série de desenho animado americana em animação computadorizada. Criada por Thomas Levin, Carlos Border e Johnny Ammor para a DreamWorks Animation, foi baseada numa série de livros infantis ilustrados criado por Chris Gall. A série mostra um mundo fictício pré-histórico habitado por criaturas metade-dinossauros e metade-máquinas de construção. A série estreou no dia 14 de Agosto de 2015 na Netflix.
Originalmente a série foi planejada para ser um filme, mas depois mudanças foram feitas e uma série foi criada na Netflix. A série também foi ao ar no Brasil pela Discovery Kids em agosto de 2016 e em janeiro de 2020 pelo SBT com o nome de Dinotrix. Em Portugal, foi ao ar pelo Biggs em 17 de setembro de 2016.

## História
Em um mundo pré-histórico conhecido como Era Mechazoic, é habitado por dinossauros híbridos com veículos de construção chamados Dinotrux e lagartos híbridos com ferramentas chamados Reptools. A história começa quando Ty, um Tiranossauro Trux se afasta para uma nova terra depois de ter seu antigo lar destruído numa erupção de um vulcão, ele se torna amigo de um Reptool chamado Revvit que passam a beneficiar um ao outro. Ty também forma amizade com outros Dinotrux como Ton-Ton, Skya e Dozer, e juntos formam uma aliança para se protegerem do malvado D-Structs que não os aceitam em suas terras.

## Personagens

### Dinotrux
- Ty Rux - Um Tiranossauro Trux vermelho, metade Tiranossauro rex e metade escavadora com uma bola demolidora como rabo. Formou uma equipe de proteção contra os ataques de D-Structs ao lado de seu amigo Revvit e outros Dinotrux para juntos construírem coisas úteis pra sobreviverem.
- Ton-Ton - Um Anquilo-Caçamba azul, metade Anquilossauro e metade caminhão caçamba. Tem uma personalidade bem agitada e selvagem.
- Skya - Uma Guindastossauro laranja, metade Braquiossauro e metade guindaste. Única fêmea e também a maior da equipe.
- Dozer - Um Escavarátopo amarelo, metade Tricerátopo e metade escavadeira. É o mais ranzinza e mal humorado da equipe.
- D-Structs - Também um Tiranossauro Trux preto, principal antagonista do desenho. Ele é mais forte que os demais Dinotrux do vale e detesta Ty e seus amigos. Possui uma bola demolidora com espinhos.

### Reptools
- Revvit - Um Reptool verde, metade camaleão e metade furadeira elétrica. Normalmente ajuda Ty reparando partes danificadas de seu corpo em troca de minério.
- Click-Clack - Um Reptool laranja, metade lagarto e metade broca rotativa.
- Ace - Uma Reptool cinzenta, metade lagarto e metade chave inglesa.
- Waldo - Um Reptool cor de vinho, metade lagarto e metade chave de macaco.
- Skrap-It - Um Sucatool (Reptool de sucata) cinzento, metade lagarto e metade tocha de soldagem. Ele é o parceiro de D-Structs e antagonista secundário.

## Elenco
| Personagem  | Portugal            |
| ----------- | ------------------- |
| Ty-Rux      | Telmo Miranda       |
| Revvit      | Carlos Cunha        |
| Dozer       | Paulo Santo         |
| Ton-Ton     | Rómulo Fragoso      |
| Skya        | Ana Sofia Gonçalves |
| Garby       | Rui de Sá           |
| Ace         | Raquel Ferreira     |
| Waldo       | Tiago Caetano       |
| Click-Clack | Luís Barros         |
| D-Structs   | Ricardo Monteiro    |
| Skrap-It    | Michel Simeão       |
| George      | José Martins        |
| Kelper      | Quimbé              |
| Genérico    | David Ripado        |